# Protea lanceolata
Protea lanceolata es una especie de arbusto perteneciente a la familia Proteaceae.  Es originaria de Sudáfrica.  Está considerada en peligro de extinción por la pérdida de hábitat. 

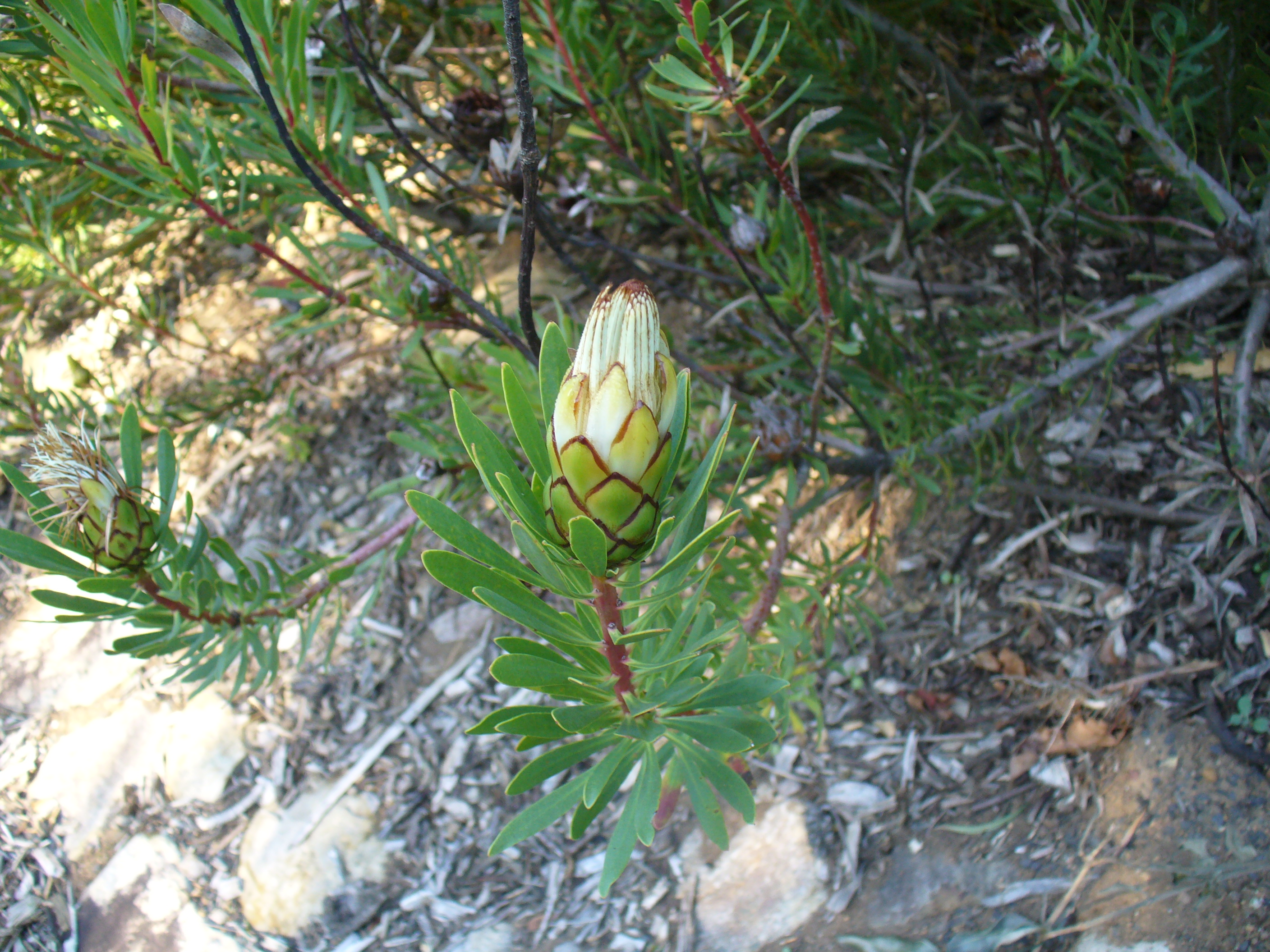
Vista de la planta

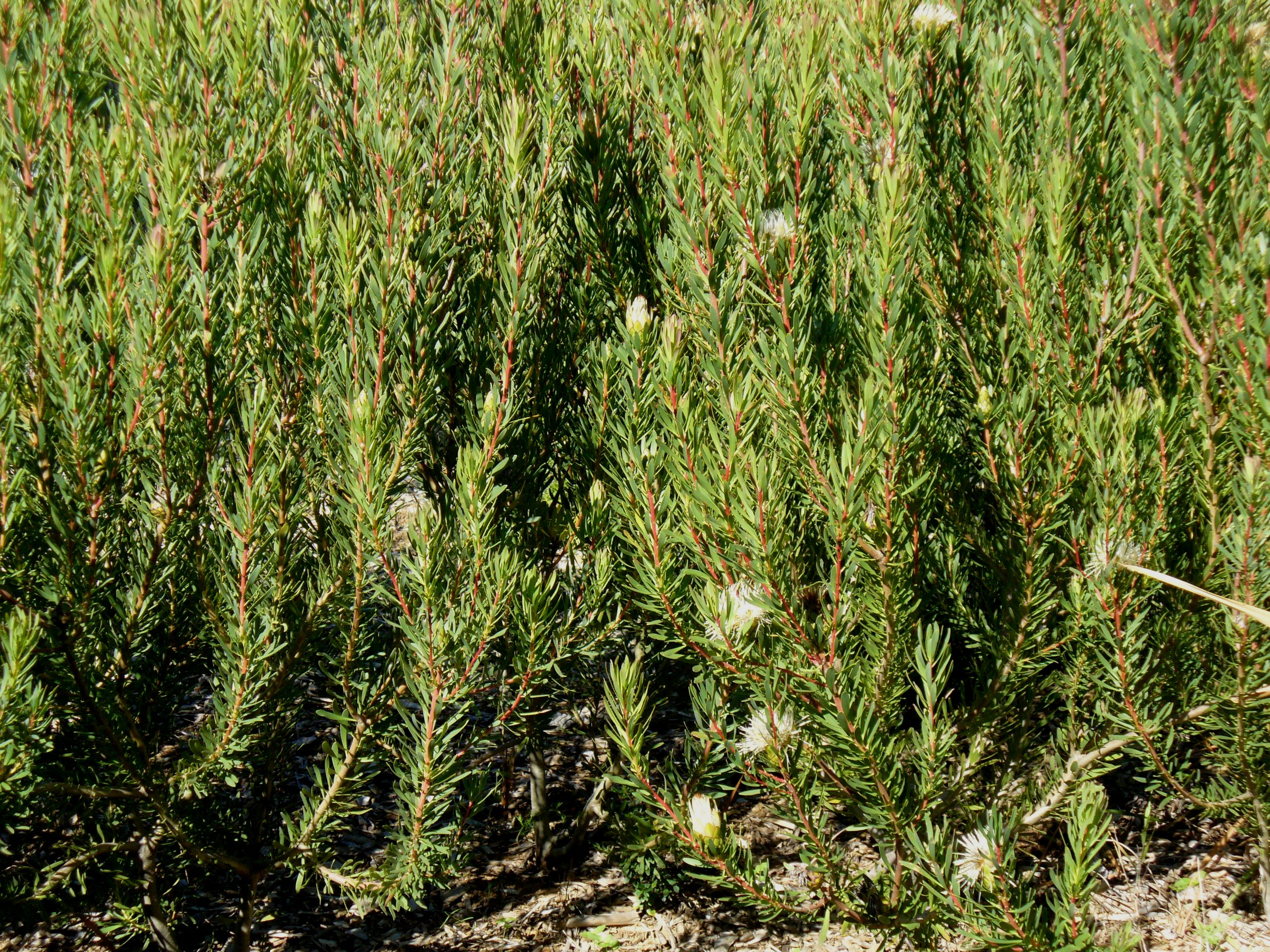
En su hábitat

## Descripción
La especie se encuentra en las arenas blancas calcáreas en el fynbos de piedra caliza y, a menudo en el ecotono con las comunidades de matorrales. Cerca de Mossel Bay, que se produce en gravas. Las colonias son muy densas en algunos lugares.

## Amenazas
Las actividades agrícolas, en particular la siembra de cultivos de cereales, y los desarrollos costeros se han traducido en la disminución de las especies en los lugares y es probable que esto continúe, especialmente en el área de Mossel Bay. Más de la mitad de las subpoblaciones están en peligro por las especies exóticas invasoras, en especial de especies australianas de Acacia.

## Taxonomía
Protea lanceolata fue descrito por E.Mey. ex Meisn. y publicado en Prodromus Systematis Naturalis Regni Vegetabilis 14: 240. 1856.
Etimología
Protea: nombre genérico que fue creado en 1735 por Carlos Linneo en honor al dios de la mitología griega Proteo que podía cambiar de forma a voluntad, dado que las proteas tienen muchas formas diferentes. 
lanceolata: epíteto latíno que significa "con forma de lanza".
Sinonimia
- Scolymocephalus lanceolatus Kuntze	[4]